# Niels Andersen (skådespelare)
Niels Andersen född den 7 augusti 1942 i Danmark, är en dansk skådespelare.
Andersen studerade vid Det Kongelige Teaters elevskola.

## Filmografi (urval)
- 2003 – Hannah med H
- 2003 – Rembrandt